# Département de Santa Bárbara (Honduras)
Pour les articles homonymes, voir Département de Santa Bárbara.
Le département de Santa Bárbara (en espagnol : Departamento de Santa Bárbara) est un des 18 départements du Honduras.

## Histoire
Le département a été créé en 1825, après l'indépendance de la république fédérale des Provinces unies d'Amérique centrale.

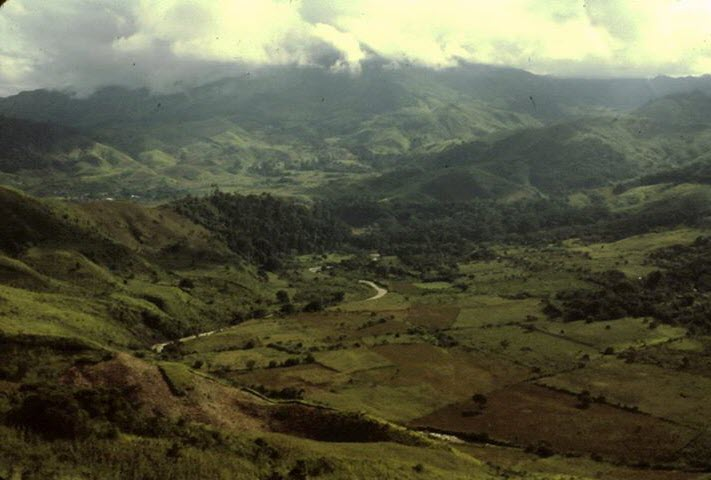

## Géographie
Le département est limitrophe :
- au nord-est et à l'est, du département de Cortés,
- au sud-est, du département de Comayagua,
- au sud, du département d'Intibucá,
- au sud-ouest, du département de Lempira,
- à l'ouest, du département de Copán,
- au nord-ouest, de la république du Guatemala.

Il a une superficie de 5 115 km².

## Subdivisions
Le département comprend 28 municipalités :
- Arada
- Atima
- Azacualpa
- Ceguaca
- Chinda
- Concepción del Norte
- Concepción del Sur
- El Nispero
- Gualala
- Ilama
- Las Vegas
- Macuelizo
- Naranjito
- Nueva Frontera
- Nuevo Celilac
- Petoa
- Protección
- Quimistán
- San Francisco de Ojuera
- San José de Colinas
- San Luis
- San Marcos
- San Nicolás
- San Pedro Zacapa
- Santa Bárbara
- Santa Rita
- San Vicente Centenario
- Trinidad